# Karate-Weltmeisterschaften 1990
Die zehnten Karate-Weltmeisterschaften fanden 1990 in Mexiko-Stadt, Mexiko statt.

## Medaillen

### Männer
| Disziplin           | Gold                   | Silber              | Bronze            |
| ------------------- | ---------------------- | ------------------- | ----------------- |
| Kata Herren         | Tomoyuki Aihara        | Dario Narchini      | Luis María Sanz   |
| Kata Team           | Italien                | Japan               | Frankreich        |
| Kumite bis 60 kg    | Stein Rønning          | Hideto Nakano       | Hakan Yağlı       |
| Kumite bis 60 kg    | Stein Rønning          | Hideto Nakano       | Veysel Burğur     |
| Kumite bis 65 kg    | Toshikatsu Azumi       | Goran Romić         | Bahattin Kandaz   |
| Kumite bis 65 kg    | Toshikatsu Azumi       | Goran Romić         | José Puertas      |
| Kumite bis 70 kg    | Haidun Alagaş          | Vincenzo Amicone    | Yoshimiro Anzai   |
| Kumite bis 70 kg    | Haidun Alagaş          | Vincenzo Amicone    | William Thomas    |
| Kumite bis 75 kg    | Hideo Tamaru           | Paul Alderson       | Gennaro Talarico  |
| Kumite bis 75 kg    | Hideo Tamaru           | Paul Alderson       | Greg Francis      |
| Kumite bis 80 kg    | José Manuel Egea       | Morten Alstadsæther | Oliver Pokorni    |
| Kumite bis 80 kg    | José Manuel Egea       | Morten Alstadsæther | Roberto Hernández |
| Kumite über 80 kg   | Marc Pyrée             | Ian Cole            | Ralf Brachmann    |
| Kumite über 80 kg   | Marc Pyrée             | Ian Cole            | İbrahim Ercin     |
| Kumite offen ippon  | Giovanni Tramontini    | Veselin Mićović     | Yorihisa Uchida   |
| Kumite offen ippon  | Giovanni Tramontini    | Veselin Mićović     | Marc Hamon        |
| Kumite offen sanbon | Wayne Otto             | Steve Jez           | Víctor Alvarado   |
| Kumite offen sanbon | Wayne Otto             | Steve Jez           | Anthony Leito     |
| Team                | Vereinigtes Königreich | Frankreich          | Spanien           |
| Team                | Vereinigtes Königreich | Frankreich          | Niederlande       |

### Damen
| Event             | Gold            | Silber             | Bronze             |
| ----------------- | --------------- | ------------------ | ------------------ |
| Kata Damen        | Yuki Mimura     | Hisami Yokoyama    | Debbie Tang        |
| Kata Team         | Japan           | Vereinigte Staaten | Frankreich         |
| Kumite bis 53 kg  | Yuko Hasama     | Adriana Flores     | Yvonne Senff       |
| Kumite bis 53 kg  | Yuko Hasama     | Adriana Flores     | Eva María Chamarro |
| Kumite bis 60 kg  | Monique Amgbar  | Chiara Stella Bux  | Carola Dörrie      |
| Kumite bis 60 kg  | Monique Amgbar  | Chiara Stella Bux  | Molly Samuel       |
| Kumite über 60 kg | Guus van Mourik | Marzia Sartirani   | Bernadette Brogan  |
| Kumite über 60 kg | Guus van Mourik | Marzia Sartirani   | Keiko Kawano       |

## Medaillenspiegel
| Rang  | Land                   | Gold | Silber | Bronze | Gesamt |
| ----- | ---------------------- | ---- | ------ | ------ | ------ |
| 1     | Japan                  | 6    | 3      | 3      | 12     |
| 2     | Frankreich             | 4    | 1      | 2      | 7      |
| 3     | Vereinigtes Königreich | 2    | 2      | 3      | 7      |
| 4     | Italien                | 1    | 4      | 1      | 6      |
| 5     | Norwegen               | 1    | 1      | 0      | 2      |
| 6     | Spanien                | 1    | 0      | 5      | 6      |
| 7     | Türkei                 | 1    | 0      | 4      | 5      |
| 8     | Jugoslawien            | 0    | 2      | 0      | 2      |
| 9     | Australien             | 0    | 1      | 1      | 2      |
| 9     | Mexiko                 | 0    | 1      | 1      | 2      |
| 9     | Vereinigte Staaten     | 0    | 1      | 1      | 2      |
| 12    | Niederlande            | 0    | 0      | 3      | 3      |
| 13    | BR Deutschland         | 0    | 0      | 2      | 2      |
| 14    | Kanada                 | 0    | 0      | 1      | 1      |
| 14    | Schweden               | 0    | 0      | 1      | 1      |
| Total | Total                  | 16   | 16     | 28     | 60     |